# Antonio Biosca
Antonio Biosca Pérez (født 8. december 1949 i Almería, Spanien) er en tidligere spansk fodboldspiller (forsvarer).
Biosca spillede tolv sæsoner hos Real Betis i Sevilla. Han spillede næsten 300 ligakampe for andaluserne, og var med til at vinde pokalturneringen Copa del Rey med holdet i 1977.
Biosca spillede desuden tre kampe for det spanske landshold, og var med i truppen til VM i 1978 i Argentina. Han spillede to af spaniernes tre kampe i turneringen, hvor holdet blev slået ud efter det indledende gruppespil.

## Titler
Copa del Rey
- 1977 med Real Betis